# Antonio Soriano
Pour les articles homonymes, voir Soriano (homonymie).
Antonio Soriano y Mor, né le 15 février 1913 à Barcelone et mort à Paris le 24 octobre 2005, est un éditeur espagnol, fondateur de la Librairie espagnole de Paris. Il est l'une figures majeures de la résistance au franquisme à Paris.

## Biographie
Antonio Soriano est né à Barcelone, en Espagne, en 1913.

### Jeunesse
Étudiant dans sa ville natale en 1936, il s'engage pour la Deuxième République espagnole et devient l'un des responsables des Jeunesses socialistes unifiées (JSU).
Lors de la Retirada, il est interné au camp de Bram. En 1942, il fonde avec Jaime Nieto, la Unión Nacional Española (UNE), à laquelle appartient José Barón Carreño, l'un des chefs sera abattu par les Nazis à la Libération de Paris.
Après la libération de Toulouse, Antonio Soriano demeure dans cette ville. Il fonde avec Josep Salvador le Centre d'études Toulouse-Barcelone, qui organise en 1946 une cérémonie d'hommage aux républicains espagnols survivants des camps nazis. Plus tard, ils créent la librairie LEE (Librería de Ediciones Españolas), qui amorce le projet de la librairie espagnole de Paris.

### La Librairie espagnole de Paris
Soriano rejoint Paris en 1950. Après avoir repris le fonds de la librairie de la rue Gay-Lussac grâce à la famille de Luis Buñuel, il travaille au projet d'une librairie sur le modèle de celle de Toulouse avec Salvador.
Ce sera la Librairie espagnole, qui ouvre au 72, rue de Seine, dans le 6e arrondissement. La librairie devient un haut-lieu de l'Espagne républicaine à Paris,.
Il décède en 2005 dans le 15e arrondissement de Paris.

## Hommage
Une plaque est apposée sur l'édifice qui accueillait la librairie. Elle doit quitter ses locaux historiques en 2004 et s'installe rue Littré avant de fermer définitivement.